# 布目 (富山市)
布目（ぬのめ）は、富山県富山市の町名である。

## 特徴
かつて存在した和合町の中心地とされたため、「和合」とつく施設が多い。

## 地理
- 河川：神通川

## 施設
- 倉垣地区センター
- ローソン富山布目店

## 教育
- 富山市立和合中学校
- 富山市立倉垣小学校

## 公園・レジャー
- 和合運動公園

## 福祉
- 特養老人ホーム和合ハイツ

## 交通
- 富山地方鉄道路線バス14・91系統-布目バス停または和合中学校前バス停で下車。

## 参考出典
『富山県の地名』平凡社